# Червен (крепост)
Вижте пояснителната страница за други значения на Червен.
Чѐрвен е средновековен български град, един от най-значимите военни, културни и църковни центрове на Втората българска държава (12-14 век).
Намира се до с. Червен на 34 km южно от град Русе. За произхода на името Червен (Чрьвенъ) съществуват няколко хипотези. Най-разпространената от тях е, че името е производно от прилагателното „червен“. Според друга името е дадено от руски заселници, напуснали едноименния си град в Галиция след татарското нашествие през 13 век.
В Червен е съществувала ранновизантийска крепост от 6 век. След 1018 г., когато България окончателно е включена в пределите на Византийската империя, ранновизантийските укрепления върху Червенския рид са привлекли вниманието на новите владетели. Оцелелите все още крепостни стени са били ремонтирани и съобразени с техните фортификационни изисквания. В историята на Червен по време на Второто българско царство е имало както възход, така и упадък. През 1230 г. е имало силно земетресение, което нанесло щети в цяла Източна Европа, а в Червен е предизвикало пожар и мащабно унищожение. През 1235 г. градът става седалище на Средновековната българска Червенска митрополия. Известно е, че през пролетта на 1242 г. част от оттеглящата се татарска армия е преминала  по долината на р. Русенски Лом, като оставила след себе си всеобща разруха. Също така през 13 век (според Мануил Фил) византийският военачалник Михаил Глава Тарханиот превзел града в насочения срещу цар Ивайло поход.
През 14 век територията на града надхвърля 1,8 km², с добре откроена инфраструктура, включваща укрепен град, разположен върху обширен скален рид по поречието на река Черни Лом. Развити са редица занаяти: добив и обработване на желязо, златарство, строителни, художествени, битови и други занаяти, което го превръща в значимо търговско средище. В края на 14 в., заедно с останалите български земи, попада под османско владичество и е опустошен. Легендите и някои исторически източници сочат, че голяма част от жителите на големия и процъфтяващ през Средновековието град са мигрирали към селището, познато още по римско време като Сексагинта Приста, по време на османското владичество – Русчук, а днес – град Русе.
Червен е обект на засилен интерес от страна както на археолозите, така и на туристите. Първите разкопки са от 1910-1911 г. (проф. Васил Златарски). От 1961 г. започват постоянни разкопки, продължаващи и днес. В резултат от археологическите проучвания са открити:
- голям феодален дворец;
- крепостни стени;
- две подземни водоснабдителни съоръжения;
- 16 църкви;
- обществено-административни сгради;
- останки от жилищни сгради;
- работилници;
- улици.

Напълно запазена е крепостна кула от 14 век. Находки от Червен се съхраняват в Националния исторически музей в София, Националния археологически музей в София и Регионалния исторически музей в Русе. Сред тях се открояват няколко големи съкровища, включващи накити, епиграфски паметници, керамика, предмети от бита и др. Червен е обявен за Национален археологически резерват и е сред най-значимите туристически обекти с изградена инфраструктура в страната.
Крепостната кула на средновековния Червен е използвана като образ в последната серия от 5-ти сезон на сериала „Игра на тронове“.

## Галерия
- Оцеляла и реконструирана в наши дни кула на крепостта.
- Улица в крепостта
- План на крепостта
- Варовикови корнизи с рисувана украса в цитадела №5. Експонати на НИМ
- Крепостта Червен през XII век.